# Angarns distrikt
Angarns distrikt är ett distrikt i Vallentuna kommun och Stockholms län. 
Distriktet ligger i södra delen av kommunen, öster om Vallentuna.

## Tidigare administrativ tillhörighet
Distriktet inrättades 2016 och utgörs av socknen Angarn i Vallentuna kommun.
Området motsvarar den omfattning Angarns församling hade vid årsskiftet 1999/2000.